# Gohrisch
Gohrisch je obec v německé spolkové zemi Sasko. Nachází se v zemském okrese Saské Švýcarsko-Východní Krušné hory a má přibližně 1 700 obyvatel.

## Geografie
Gohrisch leží v oblasti Saského Švýcarska. Na jihu hraničí s Českou republikou, na severu se téměř dotýká řeky Labe, do které ústí Cunnersdorfský potok a Krippenbach. Nadmořská výška se pohybuje od 135 do 451 metrů. Nejvyššími vrcholy na území obce jsou stolové hory Papststein (451 m) a Gohrisch (448 m).

## Historie
Ves Gohrisch byla založena ve středověku a poprvé je zmiňována roku 1437 jako „dorffe Gorusch“. V roce 1936 obdržela přídomek Kurort (Lázně). Roku 1974 se ke Gohrisch připojil Kleinhennersdorf. V roce 1990 se osamostatnil, ale již roku 1994 se spolu s Cunnersdorfem a Paptsdorfem znovu připojil.

## Správní členění
Gohrisch se dělí na 4 místní části.
- Cunnersdorf
- Kurort Gohrisch
- Kleinhennersdorf
- Papstdorf – spolu s Koppelsdorfem

## Pamětihodnosti
- Parkhotel Albrechtshof Gohrisch
- Šostakovičova busta v Gohrischi
- zámeček (panská lesovna) Forsthof v Cunnersdorfu
- vesnický kostel v Cunnersdorfu
- vesnický kostel v Papstdorfu
- dřevěná hřbitovní kaple na lesním hřbitově

## Osobnosti
- Heinz Kretzschmar (1926–2015) – jazzový hudebník a aranžér